# Christian Jung (Geistlicher)
Christian Jung (* 8. Februar 1920 in Erbach (Rheingau); † 24. Februar 1974 in Montabaur)  war ein 
römisch-katholischer Geistlicher und Generalvikar des Bistums Limburg.

## Leben
Nach dem Abitur im Jahre 1938 studierte er Theologie an der Philosophisch-Theologischen  Hochschule Sankt Georgen in Frankfurt am Main. Nach der Unterbrechung des Studiums durch Kriegsdienst und Kriegsgefangenschaft wurde er 1951 durch den Limburger Bischof Wilhelm Kempf zum Priester geweiht.
Bevor er Kaplan in Montabaur wurde, war er als Regens im Konvikt Hadamar tätig. In dieser Funktion oblag ihm die Leitung des bischöflichen Seminars. Von 1953 bis 1955 war er als Kaplan in Wiesbaden eingesetzt und von 1956 bis 1965 Diözesanjugendseelsorger. Im Anschluss übernahm er die Stelle des Pfarrers an der Frankfurter Leonhardskirche. Zugleich war er Direktor des Frankfurter Caritas-Verbandes. 
Bevor er 1972 das Amt des Generalvikars in Limburg übernahm, war Jung in Wiesbaden Stadtpfarrer und Dekan des Dekanats Wiesbaden-Mitte. 
Er war Teilnehmer an der Würzburger Synode im Jahre 1972.
1973 wurde er in das Domkapitel aufgenommen. 
1974 starb er an den Folgen kriegsbedingter Leiden; er wurde auf dem Domherrenfriedhof bestattet.